# 69ª Brigata di copertura "Svir-Pomerania-Cosacchi dell'Amur"
La 69ª Brigata autonoma di copertura "Svir-Pomerania-Cosacchi dell'Amur" (in russo 69-я отдельная Свирско-Померанская Амурская казачья бригада прикрытия?, 69-ja otdel'naja Svirsko-Pomeranskaja Amurskaja kazač'ja brigada prikrytija, unità militare 61424) è una brigata di fanteria delle Forze terrestri russe, subordinata alla 35ª Armata combinata del Distretto militare orientale e con sede a Babstovo.
Si tratta di una brigata cosiddetta "fortezza mobile", unica unità di questo tipo in servizio nell'esercito russo, il cui compito è quello di proteggere il confine russo-cinese dell'oblast' autonoma ebraica.

## Storia

### Unione Sovietica
Le origini dell'unità risalgono alla 272ª Divisione fucilieri dell'Armata Rossa, costituita il 10 luglio 1941 a Tichvin e immediatamente schierata a Petrozavodsk, in Carelia, venendo assegnata alle dipendenze della 7ª Armata. Qui la divisione prese parte ai combattimenti contro le truppe finlandesi a nord di Leningrado, nell'ambito della guerra di continuazione. Nell'estate del 1944 ha partecipato all'offensiva Svir-Petrozavodsk, la quale portò all'armistizio della Finlandia, venendo insignita del titolo onorifico "Svir'" il 2 luglio 1944 per essersi distinta in battaglia durante l'attraversamento del fiume. Dopo un periodo trascorso in riserva, nel gennaio 1945 la divisione fu trasferita in Prussia Orientale come parte della 19ª Armata. Prese quindi parte all'offensiva della Pomerania Orientale; per i meriti dimostrati durante questi combattimenti venne insignita dell'Ordine della Stella rossa il 5 aprile e del titolo onorifico "Pomerania" il 26 aprile 1945. Infine contribuì alla conquista di Gdynia, impresa per la quale ricevette l'Ordine della Bandiera rossa il 17 maggio 1945, concludendo il conflitto nelle file della 2ª Armata d'assalto del 2º Fronte bielorusso.
Nell'imediato dopoguerra la divisione fece brevemente parte del Gruppo di forze sovietiche in Germania, prima di essere trasferita a Kursk nell'agosto del 1945. Nel luglio 1946 l'unità venne ridimensionata nella 46ª Brigata fucilieri, tornando tuttavia al rango di divisione nel 1953. Il 25 giugno 1957 fu riorganizzata come 46ª Divisione fucilieri motorizzata (unità militare 17689). Il 17 novembre 1964 assunse nuovamente la propria numerazione originaria, diventando la 272ª Divisione fucilieri motorizzata.
Nel febbraio 1967 la divisione venne trasferita a Birobidžan, nell'oblast' autonoma ebraica, a seguito delle crescenti tensioni con la Cina; nel giugno 1978 la base dell'unità fu spostata presso l'attuale sede di Babstovo. Nel corso della guerra fredda venne mantenuta a una forza del 30%. Il 27 luglio 1989 fu convertita nella 128ª Divisione artiglieria mitragliera.

### Federazione Russa
Ereditata dalla Russia dopo lo scioglimento dell'Unione Sovietica, il 4 febbraio 1993 la divisione è stata convertita nella 173ª Brigata fortezza mobile, ritornando tuttavia la 128ª Divisione artiglieria mitragliera il 12 maggio 1997. Il 1º giugno 2009, in seguito alla riforma delle Forze armate russe, la divisione è stata riorganizzata nell'attuale 69ª Brigata di copertura. Nello stesso anno venne intitolata ai Cosacchi dell'Amur. Nel gennaio 2017 il comandante della brigata, colonnello Marat Gadžibalajev, è stato condannato a quattro anni di lavori forzati in una colonia penale con l'accusa di abuso di potere, falsificazione e accettazione di tangenti.

#### Guerra russo-ucraina
A partire dal 24 febbraio 2022 la brigata ha preso parte all'invasione russa dell'Ucraina, entrando nell'oblast' di Kiev dalla Bielorussia e venendo impiegata a protezione del fianco destro dello schieramento russo lungo il confine dell'oblast' di Žytomyr; in particolare si è scontrata con la 10ª Brigata d'assalto da montagna a ovest di Borodjanka. Dopo il fallimento dell'offensiva su Kiev e il ritiro delle forze russe dall'Ucraina settentrionale, la brigata è stata dispiegata in Donbass per contribuire al tentativo di avanzata in direzione di Slov'jans'k, venendo tuttavia respinta dall'81ª Brigata aeromobile nei pressi di Krasnopillja. Nei mesi successivi è rimasta impegnata nel settore di Izjum insieme alle altre unità della 35ª Armata combinata, dove avrebbe subito pesanti perdite.
A settembre la brigata è stata trasferita nella regione di Cherson, dove a partire da settembre ha combattuto durante la controffensiva nell'Ucraina meridionale, venendo ritirata con il resto delle forze russe sulla sponda meridionale del Dnepr entro l'11 novembre 2022. Nel giugno 2023, in seguito alla controffensiva estiva ucraina sul fronte meridionale, è stata schierata nel settore a sud di Huljajpole nella regione di Zaporižžja, dove è rimasta di stanza anche nel corso del 2024. Nei primi mesi del 2025, conseguentemente alla conquista russa di Velyka Novosilka, l'unità è stata impiegata in combattimento nell'area a est della città.

## Struttura
- Comando di brigata[16]
- 1º Battaglione fucilieri motorizzato
- 2º Battaglione fucilieri motorizzato
- 3º Battaglione fucilieri motorizzato
- Battaglione corazzato (T-72B e T-80BV)
- Gruppo artiglieria
  - Battaglione artiglieria semovente (2S19 Msta-S)
  - Battaglione artiglieria lanciarazzi (BM-21 Grad)
- Battaglione artiglieria missilistica contraerei
- Battaglione comunicazioni
- Battaglione logistico
- Compagnia ricognizione
- Compagnia manutenzione
- Compagnia comando
- Compagnia guerra elettronica
- Compagnia difesa NBC
- Compagnia medica

## Comandanti
- Colonnello Mitrofan Potapov (10 luglio 1941 - 22 settembre 1941)
- Maggior generale Michail Knjazev (23 settembre 1941 - 15 ottobre 1941)
- Colonnello Veniamin Romanov (16 ottobre 1941 - 2 aprile 1942)
- Tenente colonnello Fatych Bulatov (4 aprile 1942 - 22 aprile 1942)
- Colonnello Ivan Mochin (25 aprile 1942 - 7 ottobre 1942)
- Maggior generale Zinovij Alekseev (8 ottobre 1942 - 9 luglio 1943)
- Colonnello Vasilij Meškov (10 luglio 1943 - 30 giugno 1945)
- Colonnello Nikolaj Beljaev (1 luglio 1945 - 19 agosto 1945)
- Maggior generale Jakov Verbov (20 febbraio 1946 - giugno 1952)
- Maggior generale Pavel Sedin (giugno 1952 - 21 agosto 1956)
- Colonnello Sergej Mil'čakov (2009 - 20??)[17]
- Colonnello Marat Gadžibalajev (201? - 2017)